# Scott Hahn

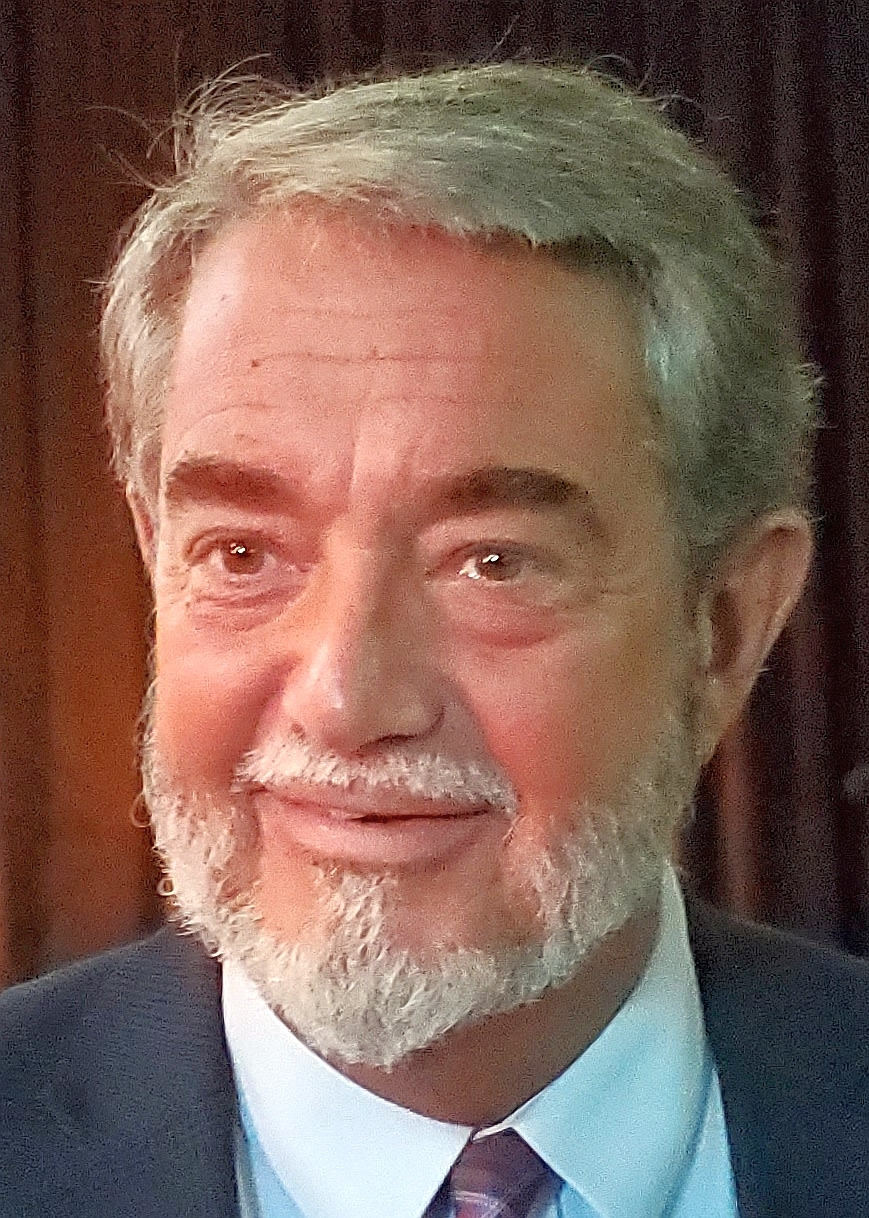
Scott Hahn, 2019

Scott Hahn (* 28. Oktober 1957) war bis 1986 presbyterianischer Pastor und ist seit 1990 römisch-katholischer Theologieprofessor und Bibelwissenschaftler.

## Leben
Scott Hahn graduierte mit einem dreifachen Bachelor of Arts in Theologie, Philosophie und Wirtschaft am Grove City College, Pennsylvania, im Jahr 1979, als Master am Gordon-Conwell Theological Seminary im Jahr 1982. 1986 konvertierte er zur römisch-katholischen Kirche, und er hat seit 1990 die Professur für Theologie und Bibelwissenschaft an der Franziskanischen Universität von Steubenville in Ohio inne. Seinen Ph.D. in Bibelwissenschaften erhielt er an der Marquette University im Jahr 1995.
Er ist seit 1979 verheiratet und hat mit seiner Frau Kimberly, die 1990 zum römisch-katholischen Glauben konvertierte, sechs Kinder. Sein Sohn Jeremia Hahn empfing die Priesterweihe. Die Geschichte seines Glaubens beschrieb er in seinem Buch Unser Weg nach Rom.
Er und seine Frau sind Mitglieder des Ritterordens vom Heiligen Grab zu Jerusalem.

## Wirken
Scott Hahn ist der Gründer und derzeitiger Präsident des St. Paul Center for Biblical Theology, einer christlichen Forschungseinrichtung und Denkfabrik für Bibelwissenschaften. Zudem wirkt er vielerorts als Vortragsredner und tritt regelmäßig im Fernsehsender Eternal Word Television Network (EWTN) auf. Im Jahr 2005 bekam er einen Lehrauftrag im St. Vincent Seminary in Latrobe, Pennsylvania. Er ist Autor mehrerer Bücher religiöser Thematik. Gemeinsam mit Curtis Mitch ist er Herausgeber der Ignatius Catholic Study Bible (Ignatius Press).

## Werke (Auswahl)
Seine bekanntesten ins Deutsche übersetzten Bücher sind:
- Unser Weg nach Rom, 8. Auflage, Christiana-Verlag, Stein am Rhein und Singen 2016, ISBN 978-3-717-11069-9.
- Gottes Bundestreue. Ein Vater, der seine Versprechen hält, 2. Auflage, Christiana-Verlag, Stein am Rhein und Singen 2002, ISBN 3-717-11098-5.
- Das Mahl des Lammes. Die Messe als Himmel auf Erden, Sankt Ulrich Verlag, Augsburg 2003, ISBN 3-929-24694-5.
- Die Königin des Himmels. Maria suchen und finden, Sankt Ulrich Verlag, Augsburg 2004, ISBN 3-936-48422-8.
- Gott der Barmherzige. Der Weg zur Beichte, Sankt Ulrich Verlag, Augsburg 2005, ISBN 3-936-48446-5.
- Geheimnis und Gefolgschaft. Die Kraft der Sakramente, Sankt Ulrich Verlag, Augsburg 2006, ISBN 3-936-48464-3.
- Gottes Familie. Leben in der Liebe, Sankt Ulrich Verlag, Augsburg 2006, ISBN 3-936-48489-9.
- Das Vaterunser, Sankt Ulrich Verlag, Augsburg 2007, ISBN 978-3-936-48497-7.
- Das Wort Gottes. Die Bibel in der heiligen Messe, Sankt Ulrich Verlag, Augsburg 2007, ISBN 978-3-936484-23-6.
- Aus dem Herzen der Kirche. Die Bibel richtig lesen. Sankt Ulrich Verlag, Augsburg 2007, ISBN 978-3-867-44000-4.
- Mehr als ein Gefühl: Gründe für den christlichen Glauben. Sankt Ulrich Verlag, Augsburg 2008, ISBN 978-3-867-44057-8.
- Der Priester: Krieger – Bruder – Bräutigam, Sankt Ulrich Verlag, Augsburg 2011, ISBN 978-3-867-44186-5.
- Gewöhnlicher Alltag, außergewöhnliche Gnade. Mein geistlicher Weg ins Opus Dei, Adamas Verlag, Köln 2012, ISBN 978-3-937-62614-7.